# إيريك كالفيلو
إيريك كالفيلو (بالإنجليزية: Eric Calvillo)‏ (2 يناير 1998 ببالمديل في الولايات المتحدة - ) هو لاعب كرة قدم أمريكي في مركز الوسط.

## روابط خارجية
- إيريك كالفيلو على موقع الدوري الأمريكي (الإنجليزية)
- إيريك كالفيلو على موقع قاعدة بيانات كرة القدم.إي يو (الإنجليزية)
- إيريك كالفيلو على موقع ناشيونال فوتبول تيمز (الإنجليزية)
- إيريك كالفيلو على موقع Soccerbase.com (لاعب) (الإنجليزية)
- إيريك كالفيلو على موقع Soccerway.com (الإنجليزية)
- إيريك كالفيلو على موقع عالم كرة القدم.نت (الإنجليزية)